# Принцип KISS
Принципът KISS, „Keep It Simple, Stupid!“ (в превод от английски: „Направи го простичко, глупако!“), е принцип в проектирането и дизайна, който повелява придържане към простите решения и избягване на излишното усложняване на проектите. Принципът намира приложения в широк кръг области, измежду които инженерство, софтуерна разработка и уеб дизайн, маркетингови дейности като стратегическо планиране, мениджмънт, изготвяне на рекламни послания и презентации, а също и в анимацията. Максимата основно се използва в средите на софтуерните разработчици и бизнес консултантите.
Други често срещани варианти на английския акроним са „Keep It Sweet & Simple“ („Направи го сладко и просто“), и „Keep It Short & Simple“ („Направи го кратко и просто“). Вариантът „Keep It Simple, Silly“ („Направи го простичко, глупчо!“) се използва в някои случаи, когато „глупако“ звучи твърде грубо (например, пред деца). На български може да се срещне и като „киспринцип“.
Няма точни данни за произхода на фразата. Според някои източници тя се появява още преди 1980 година, вероятно при разработката на операционната система UNIX, която е изградена на този принцип. Според други, автор на израза е Чарлз „Чък“ Мур, създател на програмния език Forth. Съществува и предположението, че „Keep It Simple, Stupid!“ произлиза от юридическия жаргон: съвет, който адвокатите дават на клиентите си, когато дават показания пред съда.
Фразата добива популярност покрай поредицата „Свирепият“ на Ричард Марчинко, където KISS е преведен „ЦЕЛУВка“ – Целта Е Лекотата, Умнико Важен.
Принципът KISS се основава на две наблюдения:
1. Потребителите като цяло предпочитат продукти и услуги, които са лесни за разбиране, усвояване и употреба.
2. Фирмите, които произвеждат тези продукти или доставят тези услуги, могат да открият и за себе си преимуществата на простите решения: намаляване на разходите и времето за производство. Понякога началният етап на проектиране и разработка на по-прости решения може да отнеме повече време, но дългосрочният ефект да се изразява в по-лесни и евтини за производство продукти, повече и по-верни клиенти и по-дълъг пазарен живот на продукта.[3]

Проектантите, които изповядват принципа KISS, избягват усложнени решения и си поставят простотата за цел. Те имат непосредствен, минималистичен подход и смятат допълнителните екстри за излишни. Вярват, че колкото и да е изненадващо, най-очевидните решения са често и най-добрите.
Максимата е доста сходна с Бръснача на Окам. Свои виждания за простите решения са изразявали и хора като:
- Алберт Айнщайн: „Прав̀и нещата толкова просто, колкото е възможно, но не по-просто.“
- Вернер фон Браун: „Прогресът е пътят от примитивното през сложното към простото.“
- Антоан дьо Сент-Екзюпери: „Съвършенството се постига не когато няма какво повече да се добави, а когато няма какво да се премахне.“